# Alain Zouvi
 (avril 2025).
Si vous disposez d'ouvrages ou d'articles de référence ou si vous connaissez des sites web de qualité traitant du thème abordé ici, merci de compléter l'article en donnant les références utiles à sa vérifiabilité et en les liant à la section « Notes et références ».
Alain Zouvi, né le 12 avril 1959 à Montréal, est un acteur, professeur et metteur en scène québécois spécialisé dans le doublage. Il prête sa voix, entre autres, à Adam Sandler, Brad Pitt, et Ben Stiller pour les versions québécoises de leurs films. Il a aussi doublé Tom Hanks quelquefois, notamment pour le rôle de Woody dans les films d'animation Toys Story (Histoire de jouets au Québec).
Il est le fils de l'acteur Jacques Zouvi, de la comédienne Amulette Garneau et le neveu de Marc Laurendeau.

## Biographie
Fils de l'acteur Jacques Zouvi et de la comédienne Amulette Garneau, Alain est initié tôt à la création québécoise par sa mère et au théâtre de Molière par son père. Après son cours classique au Collège Stanislas de Montréal, il termine ses études à l'École nationale de théâtre en 1981. Et dès lors, il commence sa carrière d’acteur de théâtre. Tout d’abord dans une pièce de Jean-Pierre Ronfard, « Vie et mort du Roi Boiteux », dans la « Ligue nationale d'improvisation » de Robert Gravel et au théâtre français de Toronto dans « Faisons un rêve » de Sacha Guitry.
Par la suite, il sera très présent au théâtre et à la télévision dans les registres à la fois de l'humour et de la tragédie. Le personnage du Dr Constantin dans le téléroman «Quatre et demi » sera un rôle marquant qui lui donnera le Gémeau de l’interprétation masculine en l’an 2000.
Il quittera la scène théâtrale comme acteur en 2016, après 35 ans sur les planches. Il fera de la mise en scène à partir de 2009.
Il est aussi professeur de jeu et de doublage.
En avril 2025, Zouvi a confirmé dans une vidéo publiée sur TikTok qu’il avait officiellement tourné la page sur sa carrière d’acteur, précisant qu’il ne souhaitait plus revenir devant les caméras ni sur scène. Il poursuit toutefois son travail artistique en tant que metteur en scène et doubleur, domaines dans lesquels il demeure actif.
Aussi, depuis 1981, il fait beaucoup de doublage pour le Québec. Il est la voix française pour la plupart des films de Brad Pitt, Ben Stiller, et Adam Sandler, entre autres.

## Cinéma et télévision
- 1984 : Le Crime d'Ovide Plouffe : Agent d'aéroport
- 1986 : Des dames de cœur (série télévisée) : Paul Legault
- 1992 : Un amour naissant : Hamlet
- 1994 à 2001 : 4 et demi... (série télévisée) : Dr Pascal Constantin
- 1997 : Radio Enfer (série télévisée) : Arnaud Brodeur (lieutenant de l'armée canadienne)
- 1999 : Kuproquo : Charles
- 2000 : Le Monde de Charlotte (série télévisée) : Laurent Leclerc
- 2002 : Les Super Mamies (série télévisée) : Benoit Major
- 2003 : Fortier (série télévisée) : Marcel Fournier
- 2004 : Un monde à part (série télévisée) : Laurent Leclerc
- 2005 : Les Invincibles (série télévisée) : Père Poitras
- 2005 : L'Auberge du chien noir (série télévisée) : Dr Pascal Constantin
- 2007 : Partition : Walter Hankins
- 2007 : Destinées (série télévisée) : Jean-Marc Provencher
- 2014 : Série Noire (série télévisée) : le diffuseur
- 2020 : Mafia Inc. : Caleb Xenakis

## Doublage

### Films
- Brad Pitt dans : (23 films)
  - 12 Singes (1995) : Jeffrey Goines
  - Se7en (1996) : David Mills
  - La Correction (1996) : Michael Sullivan
  - Sept ans au Tibet (1997) : Heinrich Harrar
  - Fight Club (1999) : Tyler Durden
  - Jeux d'espionnage (2001) : Tom Bishop
  - L'Inconnu de Las Vegas (2001) : Rusty Ryan
  - Le Retour de Danny Ocean (2004) : Rusty Ryan
  - Troie (2004) : Achille
  - Mr. et Mrs. Smith (2005) : John Smith
  - Danny Ocean 13 (2007) : Rusty Ryan
  - Lire et détruire (2008) : Chad
  - L'Arbre de la vie (2011) : M. O'Brien
  - La Mort en douce (2012) : Jackie Cogan
  - Esclave pendant douze ans (2013) : Samuel Bass
  - Le Conseiller (2013) : Westray
  - Fury (2014) : le sergent Don « Wardaddy » Collier
  - Il était une fois à Hollywood (2019) : Cliff Booth
  - Vers les étoiles (2019) : le major Roy McBride
  - La Cité perdue (2022) : Jack Traîner (caméo)
  - Train à grande vitesse (2022) : « Coccinelle »
  - Babylone (2022) : Jack Conrad
  - Loups (2024) : Nick
- Adam Sandler dans : (16 films)
  - Les 50 Premiers Rendez-vous (2004) : Henry Roth
  - Spanglish : J'en perds mon latin! (2004) : John Clasky
  - Le Dernier Essai (2005) : Paul Crewe
  - Clic (2006) : Michael Newman
  - On ne rigole pas avec le Zohan (2008) : Zohan Dvir
  - Histoires enchantées (2008) : Skeeter Bronson
  - Drôle de monde (2009) : George Simmons
  - Méchant Menteur (2011) : Dr. Daniel « Danny » Maccabee
  - Jack et Jill (2011) : Jack Sadelstein / Julie Sadelstein
  - Ça, c'est mon gars (2012) : Donny Berger
  - Famille recomposée (2014) : Jim Friedman
  - Pixels (2015) : Sam Brenner
- Ben Stiller dans : (17 films)
  - Jerry Stahl l'incorrigible (1998) : Jerry Stahl
  - Zoolander (2001) : Derek Zoolander
  - Orange County (2002) : Pompier
  - Présentateur vedette : La Légende de Ron Burgundy (2004) : Arturo Mendez
  - Voici Polly (2004) : Reuben Feffer
  - Ballon chasseur : Une vraie histoire de sous-estimés (2004) : White Goodman
  - L'Autre Belle-Famille (2004) : Greg Focker
  - Une Nuit au Musée (2006) : Larry Daley
  - L'académie des Losers (2006) : Lonnie
  - Tenacious D et le pic du destin (2006) : Sébastien
  - Les Femmes de ses rêves (2007) : Eddie Cantrow
  - Une Nuit au Musée : La Bataille du Smithsonian (2009) : Larry Daley
  - La Petite Famille (2010) : Gaylord Focker
  - Greenberg (2010) : Roger Greenberg
  - Voisins du troisième type (2012) : Evan
  - La Vie secrète de Walter Mitty (2014) : Walter Mitty
  - Une Nuit au Musée : Le Secret du Tombeau (2015) : Larry Daley

- Jeff Daniels dans :
  - Clanches ! (1994) : Harold 'Harry' Temple
  - Les Heures (2002) : Louis Waters
  - Bonsoir et Bonne Chance (2005) : Sig Mickelson
  - Jeux de pouvoir (2009) : Sénateur George Fergus

- Ralph Fiennes dans :
  - Spider (2002) : Dennis 'Spider' Cleg
  - The Reader (2008) : Michael Berg
  - Bienvenue à Bruges (2008) : Harry
  - The Duchess (2008) : Duc de Devonshire

- Johnny Depp dans :
  - Le Chocolat (2001) : Roux
  - Fenêtre secrète (2004) : Mort Rainey

- John Leguizamo dans
  - Pour le Meilleur ou pour le Pire (2005) : Dodge
  - Miracle à Santa Anna (2008) : Enrico

- Paul Giamatti dans :
  - L'Illusionniste (2006) : Inspecteur Uhl
  - Lendemain de Veille 2 (2011) : Kingsley

- Tom Hanks dans : 
  - La Ligne verte (1999) : Paul Edgecomb
  - Bonjour, voisin (2019) : Fred Rogers

- 1987 : L'Arme fatale : McCleary (Michael Shaner)
- 1988 : Cocktail : Brian Flanagan (Tom Cruise)
- 1991 : Robin des Bois, prince des voleurs : Robin de Loxsley (Kevin Costner)
- 1993 : L'Armée des Ténèbres (Army of Darkness) : Ashley J. « Ash » Williams (Bruce Campbell)
- 1994 : Le Corbeau : Eric Draven (Brandon Lee)
- 1996 : La Peau sur sur les os (film) : Billy Halleck (Robert John Burke)
- 1998 : Le Siège : Anthony Hubbard (Denzel Washington)
- 1998 : Simon Birch : Joe Wenteworth adulte (Jim Carrey)
- 1999 : Star Wars, épisode I : La Menace fantôme : Dark Maul (Ray Park)
- 2001 : La Planète des singes : le capitaine Leo Davidson (Mark Wahlberg)
- 2002 : L'Homme qui sauva la Fête de Noël : A.C. Gilbert (Jason Alexander)
- 2002 : Terre Promise : William Jones (Tony Maudsley)
- 2002 : Pinocchio : Pinocchio (Roberto Benigni)
- 2003 : Un cœur ailleurs : Domenico (Nino D'Angelo)
- 2003 : La forme des choses : Phillip (Fred Weller (en))
- 2004 : Aux mains de l'ennemi : Jason Abers (Jeremy Sisto)
- 2004 : Napoleon Dynamite : Oncle Rico (Jon Gries)
- 2004 : Jusqu'au cou : Tom Marshall (Dax Shepard)
- 2005 : Tristram Shandy: Une Histoire sans queue ni tête : Mark (Jeremy Northam)
- 2005 : L'Île : Jones 3 Echo (Ethan Phillips)
- 2005 : Doom : Portman (Richard Brake)
- 2005 : Le Guide Galactique : Arthur Dent (Martin Freeman)
- 2005 : Enjeux sur Glace : Ross (Kevin James)
- 2005 : Une Femme en Colère : Adam 'Shep' Goodman (Mike Binder)
- 2006 : Le Garçon à Mamie : Dante (Peter Dante)
- 2006 : Vacances sur ordonnance : Matthew Kragen (Timothy Hutton)
- 2006 : V.R. : Bob Munro (Robin Williams)
- 2006 : Le Diable s'habille en Prada : Nigel (Stanley Tucci)
- 2006 : La dame de l'eau : M. Leeds (Bill Irwin)
- 2006 : Le Gardien : Capitaine Larson (John Heard)
- 2006 : Coupable ou Non? : Ben Klandis (Peter Dinklage)
- 2006 : Fay Grim : Henry Fool (Thomas Jay Ryan)
- 2006 : Décadence III : Jeff (Angus MacFadyen)
- 2006 : Déjà Vu : Larry Minuti (Matt Craven)
- 2006 : À vos marques, prêts, décorez! : Steve Finch (Matthew Broderick)
- 2007 : Mariage 101 : Révérend Frank (Robin Williams)
- 2007 : Trailer Park Boys : Sonny (Hugh Dillon)
- 2007 : Le Royaume : Adam Leavitt (Jason Bateman)
- 2007 : Allons en Prison : Duane (Bob Odenkirk)
- 2007 : Transformers : Ron 'Sparkplug' Witwicky (Kevin Dunn)
- 2007 : La Vengeance dans la peau : Tom Cronin (Tom Gallop)
- 2007 : Gangster Américain : Freddie Spearman (John Hawkes)
- 2007 : Mâle Alpha : Butch Mazursky (David Thornton)
- 2007 : August Rush : Thomas Novacek (William Sadler)
- 2008 : Indiana Jones et le Royaume du crâne de cristal : Indiana Jones (Harrison Ford)[3]
- 2008 : Sex and the City, le film (Sex and the City) : M. Big (Chris Noth))
- 2008 : Le Chihuahua de Beverly Hills : Manuel (Cheech Marin)
- 2008 : W. : L'Improbable Président : Karl Rove (Toby Jones)
- 2008 : Hero Wanted : Skinner McGraw (Kim Coates)

### Films d'animation
- 1988 : Cathy et les extra-terrestres : Narrateur
- 1989 : Tous les chiens vont au paradis : Caster
- 1990 : Le Prince Casse-noisette : Roi des rats
- 1994 : Un troll à Central Park : Alan
- 1995 : Histoire de jouets : Woody
- 1998 : Une vie de bestiole : Slim
- 1999 : Histoire de jouets 2 : Woody
- 2001 : Monstres, Inc. : Mike Wazowski
- 2002 : La Planète au trésor : Docteur Delbert Doppler
- 2004 : Les Incroyable : Bomb Voyage
- 2005 : Robots : Mr. Copperbottom
- 2006 : La Vie sauvage : Carmine
- 2006 : Les Bagnoles : Fred / Woody / Mike
- 2006 : Le Tyran des Fourmis : Zoc
- 2007 : Bienvenue chez les Robinson : L'Homme au chapeau melon
- 2007 : Ratatouille : Patron Walter
- 2007 : Les Simpson, le film : Smithers, Apu
- 2007 : Drôle d'abeille : Barry B. Benson
- 2008 : Volt : Agent de Penny
- 2009 : La Princesse et la Grenouille : Reggie
- 2010 : Histoire de jouets 3 : Woody
- 2011 : Rio : Nico
- 2011 : Les Bagnoles 2 : Sir Miles Axelrod
- 2012 : Hôtel Transylvanie : Dracula
- 2013 : L'Université des monstres : Mike Wazowski
- 2014 : Rio 2 : Nico
- 2015 : Hôtel Transylvanie 2 : Dracula
- 2017 : Puppy! (court métrage) (2017) : Dracula
- 2018 : Hôtel Transylvanie 3 : Les vacances d'été : Dracula
- 2018 : Le Grincheux : le narrateur
- 2019 : Histoire de jouets 4 : Woody
- 2021 : Hôtel Transylvanie : Transformanie : Dracula

### Télévision
- 1992-1995 : Les Enquêtes de Chlorophylle : Chlorophylle
- 1998 : Young Hearts Unlimited : Eddie (Robert Carradine)
- 1998-2002 : Vision mondiale : Lui-même (Porte-Parole)
- 2021-présent : Pawn Stars prêteurs Sur Gage: Rick Harrison

### Séries animées
- 1984 : Transformers : Spike
- 1986 : La Bande à Ovide : Ovide
- 1993 : Les Enquêtes de Chlorophylle : Chlorophylle
- 1999 : Les Simpson : Waylon Smithers, Apu Nahasapeemapetilon (depuis l'épisode 8 de la saison 9) et Professeur Hubert Farnsworth (épisode : Simpsorama)
- 2000 : Les Enquêtes de Miss Mallard : Willard Widgeon
- 2006 : Star ou Boucher : Dan Boucher (saison 2)
- 2010 : Les Griffin: Ernie, le poulet géant, Jésus Christ
- 2013 : SOS créatures : Professeur Van Riceberger
- 2021 : Monstres, Inc. : Au Travail: Mike Wazowski

### Jeux vidéo
- 2012 : Assassin's Creed III : Benjamin Tallmadge

## Récompenses et nominations

### Récompenses
Gémeau du premier rôle téléroman pour Quatre et demi (2000)

## Porte-parole
- 1998-2002 : World Vision : Lui-même